# 貝瑟尼 (紐約州鎮)
貝瑟尼（英語：Bethany）是一個位於美國紐約州傑納西縣的鎮。

## 人口
根據2020年美國人口普查的數據，貝瑟尼的面積為93.42平方千米，當中陸地面積為93.33平方千米，而水域面積為0.09平方千米。當地共有人口1780人，而人口密度為每平方千米19人。